# Phyllodoce (Phyllodocidae)
Pour les articles homonymes, voir Phyllodoce.
Genre
Phyllodoce, la Phyllodocé, est un genre d'annélides marins de la famille des Phyllodocidae. Il comprend plus d'une centaine d'espèces réparties dans les mers du monde entier.
Le nom Phyllodoce est donné en référence à Phyllodocé, une Néréide de la mythologie grecque.

## Description

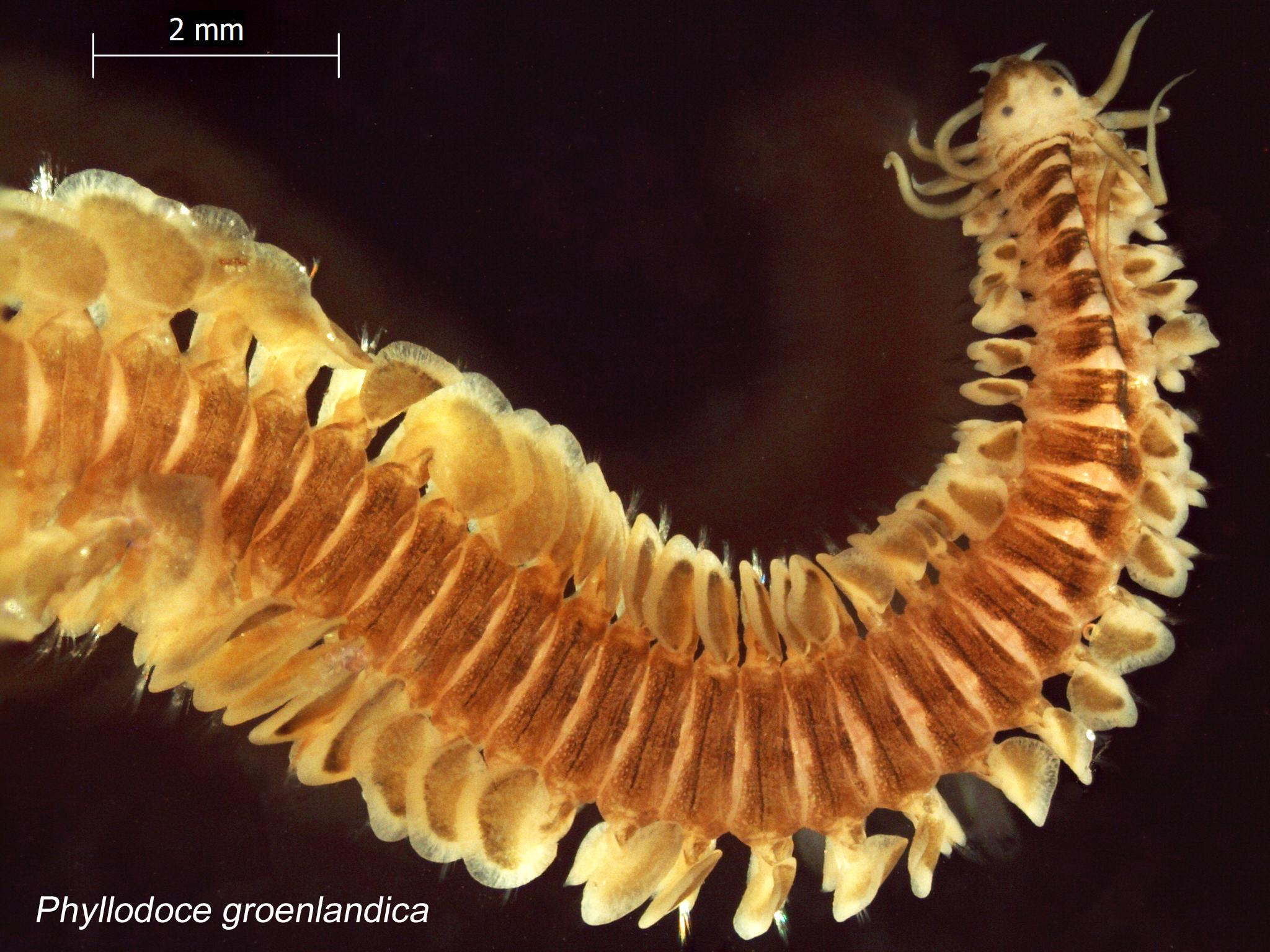
Phyllodoce groenlandica.

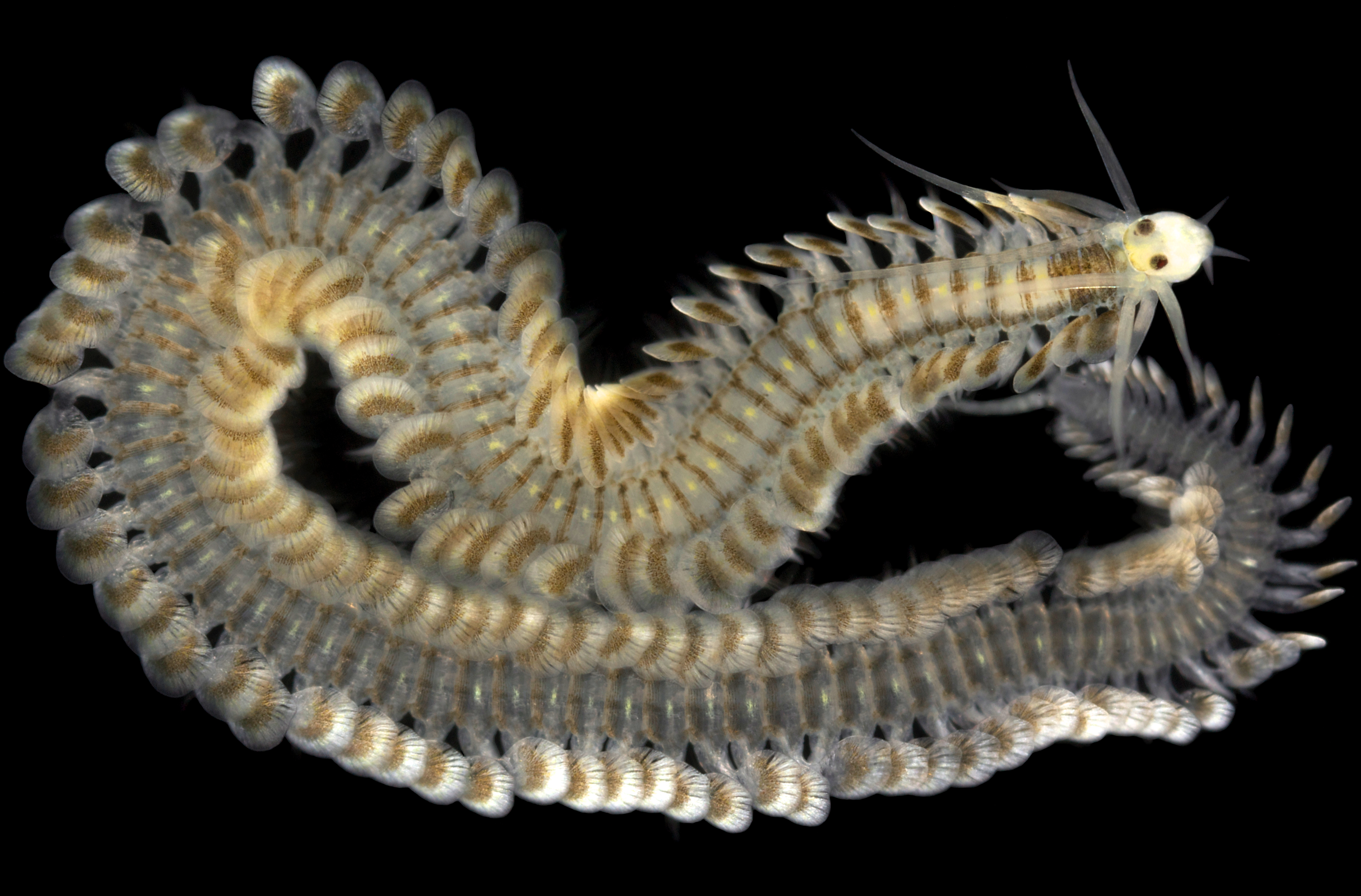
Phyllodoce longipes.

Ce sont des vers marins à grosse trompe claviforme, ayant à son orifice une rangée de petits tentacules. Il n'y a pas de mâchoires. L'antenne impaire est nulle ; les mitoyennes et les extérieures sont courtes, subbiarticulées. Il y a huit paires de cirres tentaculaires allongés, subulés et inégaux. Les autres cirres sont comprimés, veineux, foliiformes et non rétractiles. Les Phyllodocés sont singulières par les cirres de leur corps qui sont aplatis, minces, veinés, semblables à des feuilles, et qui paraissent branchifères. Leurs yeux sont latéraux, mais les postérieurs sont peu apparents. Elles ont le corps linéaire, à segments très-nombreux, et un seul acicule à chaque mamelon pèdiforme.

## Systématique
Le nom scientifique de ce genre est Phyllodoce, choisi en 1818 par le naturaliste français Jean-Baptiste de Lamarck, avec pour espèce type la Phyllodocé lameleuse (Phyllodoce laminosa), qu'il découvre sur les côtes de Nice.
Selon le World Register of Marine Species (31 août 2021), Phyllodoce a pour synonymes :
- Anaitides Czerniavsky, 1882
- Globidoce Bergström, 1914
- Lepadorhynchus Schmarda, 1861
- Phillodoce Grube, 1878 (erreur d'orthographe)
- Phyllidoce (mauvaise orthographe)
- Phyllodoce (Anaitides) Czerniavsky, 1882
- Phyllodoce (Anaitis) Malmgren, 1865
- Phyllodoce (Phyllodoce) Savigny, 1818
- Phyllouschakovius Blake, 1988
- Prophyllodoce Hartman, 1966
- Sphaerodoce Bergström, 1914
- Zverlinum Averintsev, 1972

## Liste des espèces
Selon le World Register of Marine Species (31 août 2021) :
- Phyllodoce adarensis Benham, 1927
- Phyllodoce agassizi Nolte, 1938

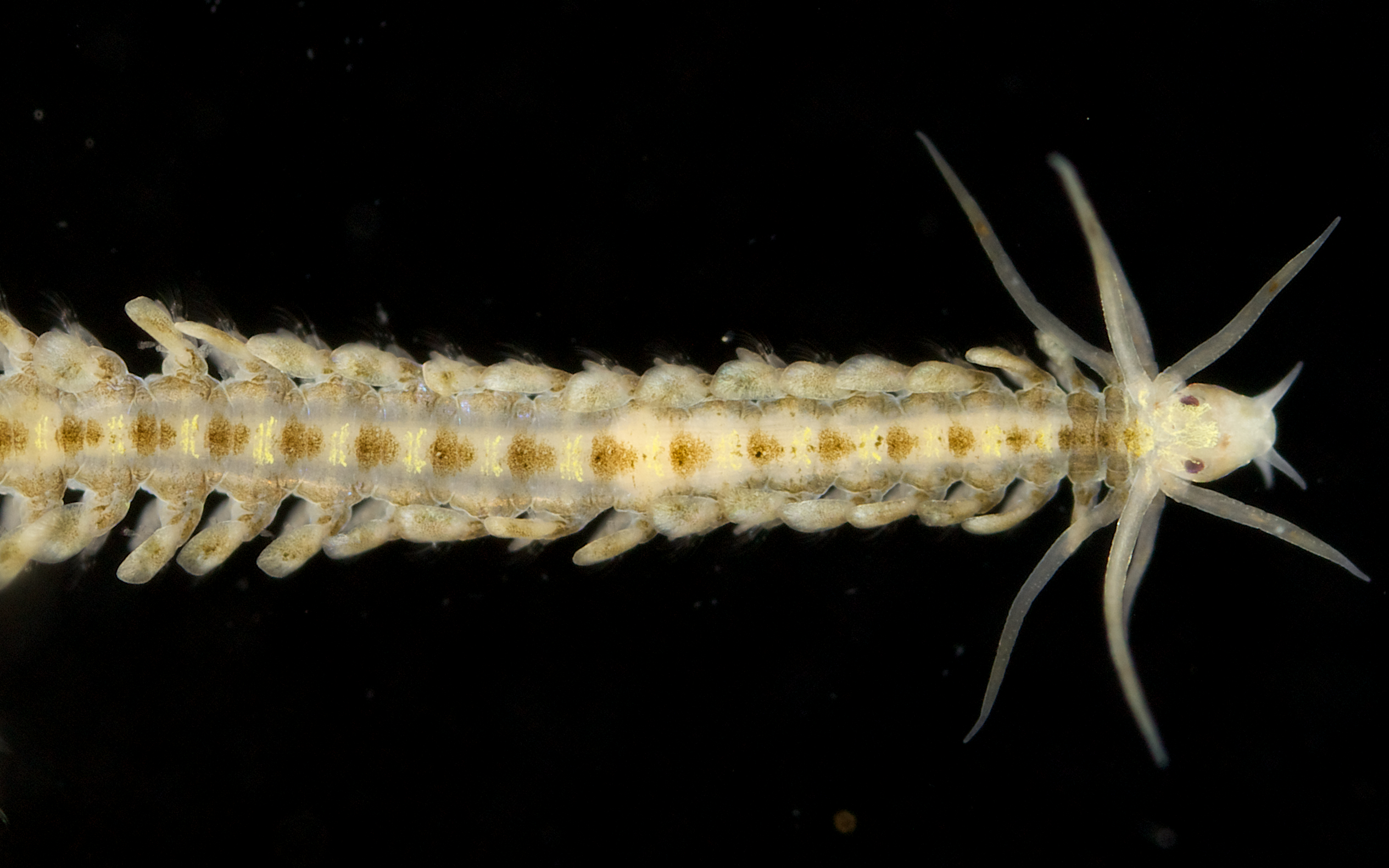
Phyllodoce maculata.

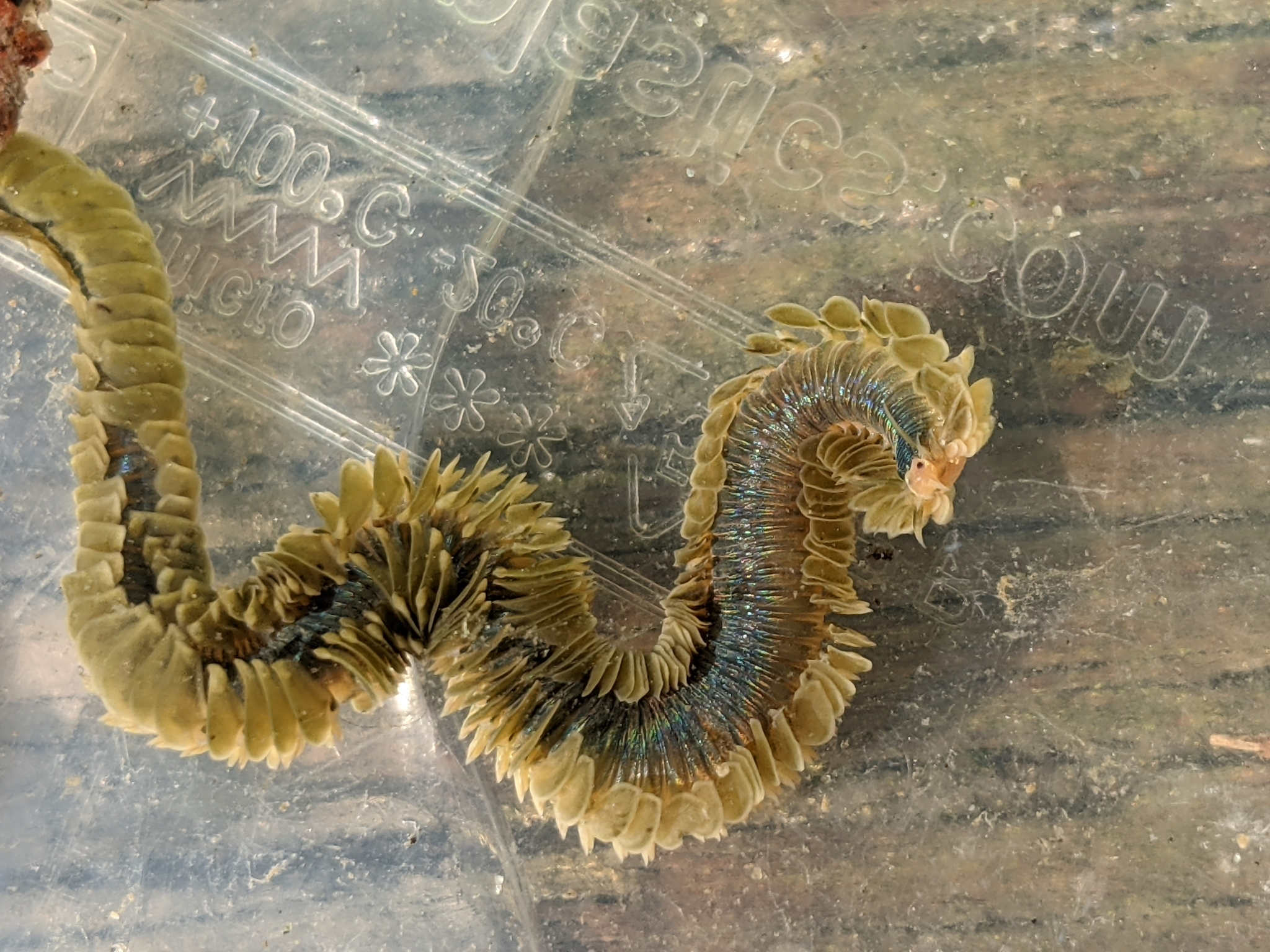
Phyllodoce medipapillata.

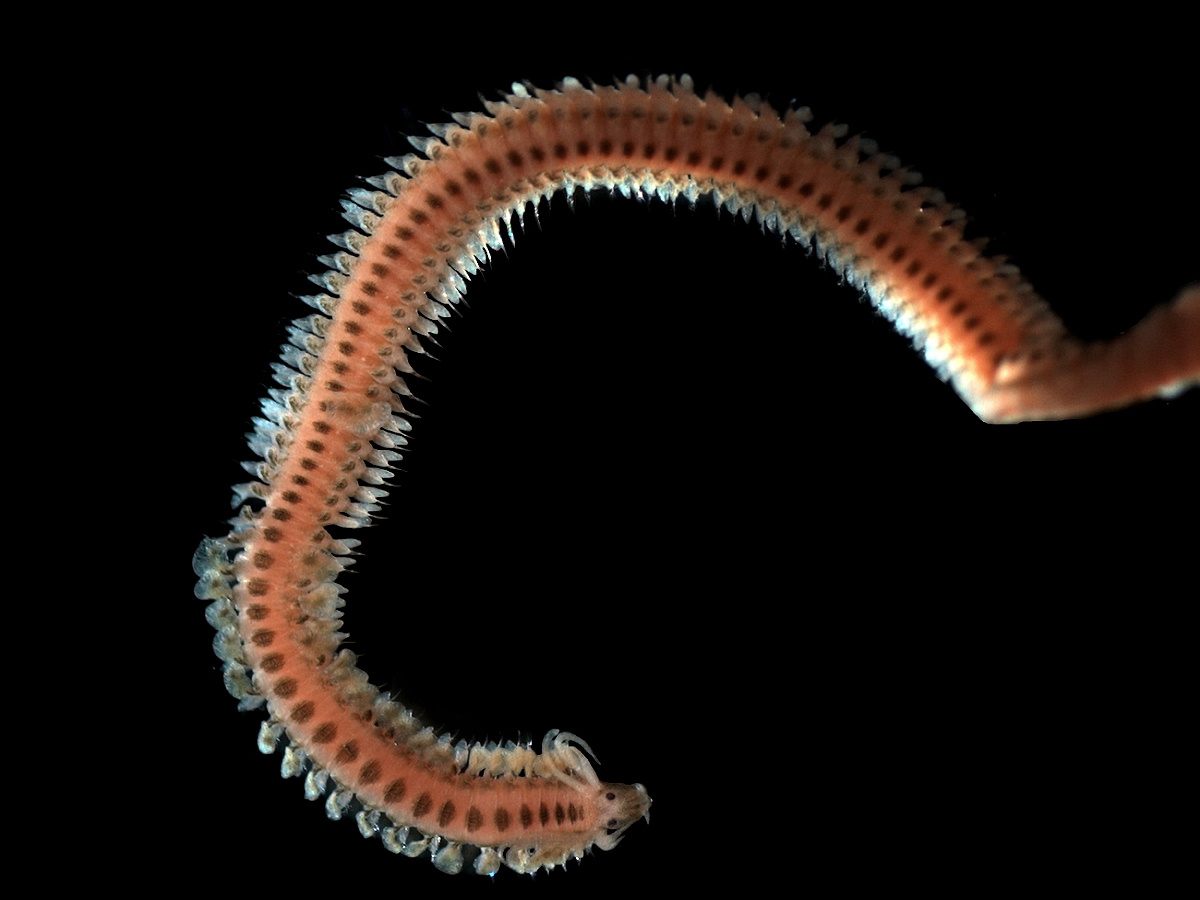
Phyllodoce mucosa.

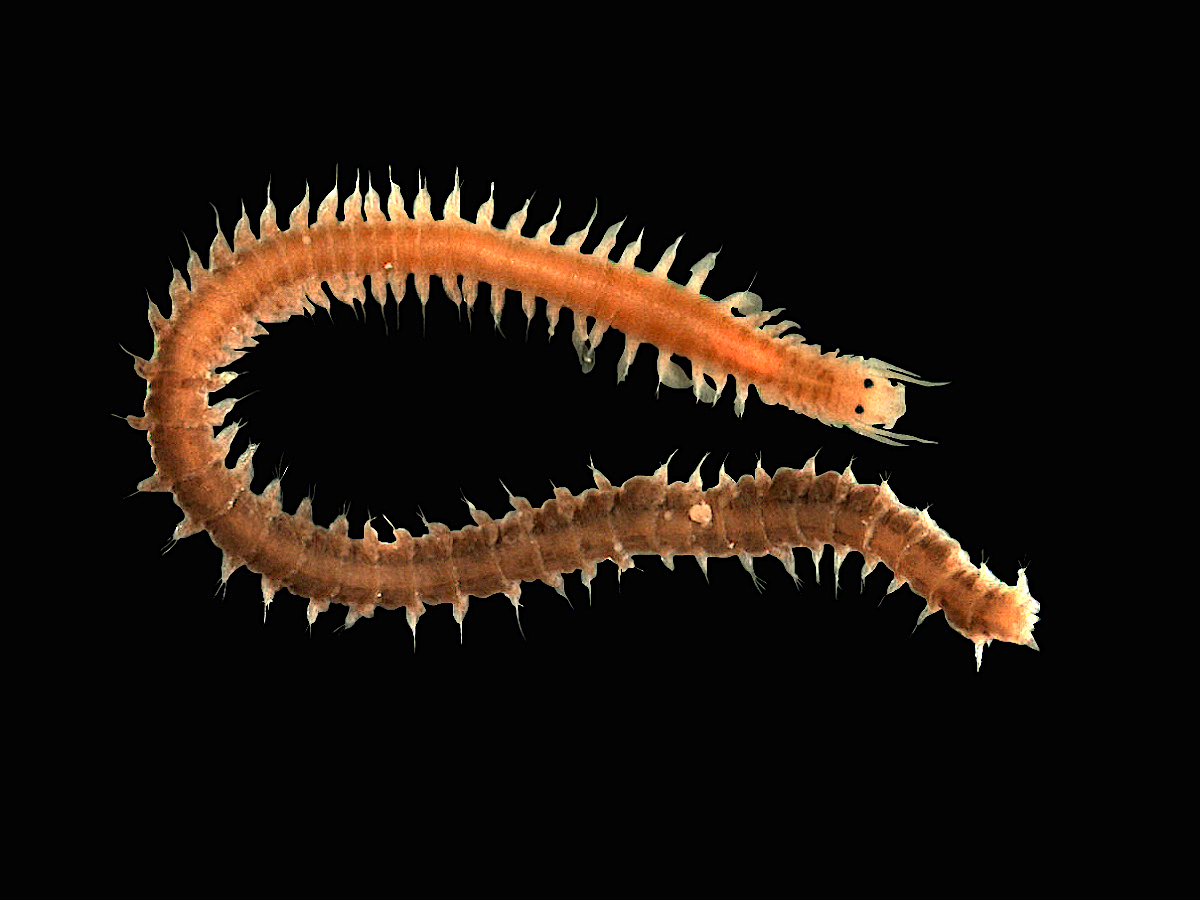
Phyllodoce rosea.

- Phyllodoce albovittata Grube, 1860
- Phyllodoce algerensis Nolte, 1938
- Phyllodoce arenae Webster, 1879
- Phyllodoce armigera (Blake, 1988)
- Phyllodoce australis Day, 1975
- Phyllodoce basalis (Hartmann-Schröder, 1965)
- Phyllodoce benedenii (Hansen, 1882)
- Phyllodoce berrisfordi (Hartmann-Schröder, 1974)
- Phyllodoce bimaculata Saint-Joseph, 1898
- Phyllodoce bipapillosa Oliveira, Magalhães & Lana, 2021
- Phyllodoce brasiliensis Oliveira, Magalhães & Lana, 2021
- Phyllodoce breviremis Quatrefages, 1866
- Phyllodoce bruneoviridis Saint-Joseph, 1898
- Phyllodoce bulbosa Wesenberg-Lund, 1962
- Phyllodoce callaona Grube, 1857
- Phyllodoce canariensis Nolte, 1938
- Phyllodoce capreensis Nolte, 1938
- Phyllodoce catenula Verrill, 1873
- Phyllodoce chalybeia Grube, 1880
- Phyllodoce chinensis Uschakov & Wu, 1959
- Phyllodoce citrina Malmgren, 1865
- Phyllodoce clava Carrington, 1865
- Phyllodoce colmani Day, 1949
- Phyllodoce colorata Oliveira, Magalhães & Lana, 2021
- Phyllodoce concava Oliveira, Magalhães & Lana, 2021
- Phyllodoce cordifolia Johnston, 1865
- Phyllodoce cortezi (Kudenov, 1975)
- Phyllodoce costata Grube, 1850
- Phyllodoce cuspidata McCammon & Montagne, 1979
- Phyllodoce digueti Fauvel, 1943
- Phyllodoce dissotyla Willey, 1905
- Phyllodoce diversiantennata (Hartmann-Schröder, 1986)
- Phyllodoce dubia (Fauchald, 1972)
- Phyllodoce duplex McIntosh, 1885
- Phyllodoce elongata (Imajima, 1967)
- Phyllodoce erythraeensis Gravier, 1900
- Phyllodoce erythraensis Gravier, 1900
- Phyllodoce erythrophylla (Schmarda, 1861)
- Phyllodoce fakaravana Chamberlin, 1919
- Phyllodoce faroensis Nolte, 1938
- Phyllodoce ferruginea Moore, 1909
- Phyllodoce flavescens Grube, 1857
- Phyllodoce foliosopapillata Hornell in Willey, 1905
- Phyllodoce fristedti Bergström, 1916
- Phyllodoce geoffroyi Audouin & Milne Edwards, 1833
- Phyllodoce gravida Gravier, 1900
- Phyllodoce griffithsii Johnston, 1865
- Phyllodoce groenlandica Örsted, 1842
- Phyllodoce hartmanae Blake & Walton, 1977
- Phyllodoce hawaiia (Hartman, 1966)
- Phyllodoce helderensis Nolte, 1938
- Phyllodoce helgolandica Nolte, 1938
- Phyllodoce heterocirrus (Chamberlin, 1919)
- Phyllodoce hiatti Hartman, 1966
- Phyllodoce impostii Audouin & Milne Edwards in Quatrefages, 1866
- Phyllodoce incisa Örsted, 1842
- Phyllodoce japonica Imajima, 1967
- Phyllodoce jeffreysii (McIntosh, 1908)
- Phyllodoce koreana (Lee & Jae, 1985)
- Phyllodoce lamella Oliveira, Magalhães & Lana, 2021
- Phyllodoce lamelligera (Gmelin in Linnaeus, 1788)
- Phyllodoce laminosa Savigny in Lamarck, 1818
- Phyllodoce latifrons Hartmann-Schröder, 1960
- Phyllodoce lineata (Claparède, 1870)
- Phyllodoce longicirris Grube, 1857
- Phyllodoce longifrons Ben-Eliahu, 1972
- Phyllodoce longipes Kinberg, 1866
- Phyllodoce macrolepidota Schmarda, 1861
- Phyllodoce macropapillosa Saint-Joseph, 1895
- Phyllodoce macrophthalmos Grube, 1857
- Phyllodoce maculata (Linnaeus, 1767)
- Phyllodoce madeirensis Langerhans, 1880
- Phyllodoce magnaoculata Treadwell, 1901
- Phyllodoce malmgreni Gravier, 1900
- Phyllodoce marquesensis Monro, 1939
- Phyllodoce medipapillata Moore, 1909
- Phyllodoce megareme Quatrefages, 1844
- Phyllodoce melaena Monro, 1939
- Phyllodoce mernoensis Knox, 1960
- Phyllodoce micrognatha Oliveira, Magalhães & Lana, 2021
- Phyllodoce minuta (Treadwell, 1937)
- Phyllodoce modesta Quatrefages, 1866
- Phyllodoce monroi (Hartman, 1964)
- Phyllodoce mucosa Örsted, 1843
- Phyllodoce multicirris Grube, 1878
- Phyllodoce multipapillata (Kravitz & Jones, 1979)
- Phyllodoce multiseriata Rioja, 1941
- Phyllodoce neapolitana Nolte, 1938
- Phyllodoce nicoyensis Treadwell, 1928
- Phyllodoce noronhensis Nolte, 1938
- Phyllodoce novaehollandiae Kinberg, 1866
- Phyllodoce oerstedii Quatrefages, 1866
- Phyllodoce ovalis Oliveira, Magalhães & Lana, 2021
- Phyllodoce panamensis Treadwell, 1917
- Phyllodoce papillosa Uschakov & Wu, 1959
- Phyllodoce parva (Hartmann-Schröder, 1965)
- Phyllodoce parvula Gravier, 1907
- Phyllodoce patagonica (Kinberg, 1866)
- Phyllodoce pellucida Quatrefages, 1844
- Phyllodoce pettiboneae Blake, 1988
- Phyllodoce ponticensis Nolte, 1938
- Phyllodoce pseudopatagonica Augener, 1922
- Phyllodoce pseudoseriata Hartmann-Schröder, 1959
- Phyllodoce pulla Treadwell, 1926
- Phyllodoce punctata Schmarda, 1861
- Phyllodoce puntarenae Grube, 1857
- Phyllodoce quadraticeps Grube, 1878
- Phyllodoce rathkei Quatrefages, 1866
- Phyllodoce rosea (McIntosh, 1877)
- Phyllodoce salicifolia Augener, 1913
- Phyllodoce sanctijosephi Gravier, 1900
- Phyllodoce schmardaei Day, 1963
- Phyllodoce stigmata Treadwell, 1925
- Phyllodoce tahitiensis Monro, 1939
- Phyllodoce tamoya Oliveira, Magalhães & Lana, 2021
- Phyllodoce tenera Grube, 1878
- Phyllodoce tenuissima Grube, 1878
- Phyllodoce tergestinensis Nolte, 1938
- Phyllodoce thalia Oliveira, Magalhães & Lana, 2021
- Phyllodoce tortugae Treadwell, 1917
- Phyllodoce transatlantica Blanchard in Gay, 1849
- Phyllodoce truncata (Hartmann-Schröder, 1965)
- Phyllodoce tuberculosa Kudenov, 1975
- Phyllodoce tubicola Day, 1963
- Phyllodoce tupana Oliveira, Magalhães & Lana, 2021
- Phyllodoce undata Pruvot, 1883
- Phyllodoce varia Treadwell, 1928
- Phyllodoce variabilis (Hartmann-Schröder, 1965)
- Phyllodoce violacea Treadwell, 1926
- Phyllodoce williamsi (Hartman, 1936)